# Scott Thunes
Scott Thunes (a kiejtése: "thúnisz") (Los Angeles, Kalifornia, 1960. január 20. –) basszusgitáros, játszott Frank Zappa, Wayne Kramer, Steve Vai, Dweezil Zappa, Andy Prieboy, Mike Keneally, a Fear együttes és a The Waterboys társaságában.

## Zappánál: 1981-1988
Thunes Zappával 1981-ben, a bátyja unszolására lépett kapcsolatba: "Franket Thunes gitáros bátyja, Derek kereste meg egy meghallgatás reményében. Frank elmondta neki, hogy gitárosra nincs szüksége, basszusgitárosra viszont annál inkább – Derek önzetlenül a bátyját ajánlotta. Scott végül három meghallgatás és a 'Mo 'n Herb's Vacation' megtanulása árán biztosította magának a helyet."
A zenekarban hamar meghatározó lett erőteljes, jellegzetes játéka, nemsokára "klónmesterré" vált: Zappa távollétében ő irányította a próbákat.
Zenésztársainak visszaemlékezése alapján nehéz természetűnek mondható; az 1988-as turnén személyes támadások kereszttüzébe került, majd többen kijelentették hogy nem hajlandóak vele játszani. Frank Zappa egy interjúban:
"A többiek úgy döntöttek, hogy nem bírják Scott belét. Nagyon fura volt. Ed Mann volt a főkolompos, ő és Chad Wackerman határoztak úgy, hogy Scottnak mennie kell, ők szították az elégedetlenséget a bandában. Scott különleges személyiség. És különlegesek a zenei képességei is. Én szeretem, ahogy játszik, és emberként is szeretem, mások viszont nem. Bonyolult személyiség: nem hajlandó jópofizni. Nem fog leállni smúzolni. Na meg fura egy ürge. És akkor mi van?"
A feszültség nem volt tovább tartható, új basszusgitárost szerezni (ekkora repertoár mellett) lehetetlen volt, Zappa így feloszlatta a zenekart, ami a 88-as turné (és FZ élő fellépéseinek is) a végét jelentette.
Thunes ma már nem zenél aktívan; Észak Kaliforniában él feleségével és két gyermekével – 2008-ban viszont egy szám erejéig vendégként fellépett a Zappa Plays Zappa együttessel, 2012-ben pedig egy rövid turnéra is csatlakozott hozzájuk, ennek felvételeiből készült a F. O. H. III – Out Of Obscurity című album.

## Idézetek Scott Thunes-tól
"A Frankkel töltött első éveimben Carvin hangszereim voltak, de az nem az én hangom volt. A P-bass-t először 84-ben használtam; Frank ekkoriban kezdte hagyni hogy azt csináljam amit szeretnék, és ami a dolgaim közül nem volt avas, az jó volt. '88-ban pedig, mikor teljeskörű és abszolút felhatalmazást adott, olyan fantasztikusan tündököltem ahogy csak egy basszusgitáros tündökölhet. Megvolt a kívánt hangzásom, az erősítésem, az előadói szabadságom."
A színpadon [az "önfejűségemet"] csak azok fordították ellenem akik nem szerették a kommunikációnak ezt a formáját - akik nem szerették, ha az ember kilépett az előre meghatározott szerepéből. Ők nem vették tudomásul a Frank és köztem szavak nélkül kialakult húrosok közti köteléket. De ha bárkinek azt mondtam hogy hagyjon békén, akkor [Betty Boop hangján] "annyira durva" voltam. Ha megmondják hogy mit csináljak, dühös leszek. Ha hülyeséget mondanak, dühös leszek. Ha egy idióta szintjére akarják lenyomni a köztünk levő párbeszédet, dühös leszek - és kirohanok a szobából. Szépségre és zeneiségre van szükségem a beszédben. Ezt várom el.

## Közreműködés Zappa lemezein
- Ship Arriving Too Late to Save a Drowning Witch (Zappa, 1982)
- The Man from Utopia (Zappa, 1983)
- Them or Us (Zappa, 1984)
- Thing-Fish (Zappa, 1984)
- Frank Zappa Meets the Mothers of Prevention (Frank Zappa, 1985)
- Does Humor Belong in Music? (Frank Zappa, 1986)
- Jazz from Hell (Frank Zappa, 1986)
- Guitar (Frank Zappa, 1988)
- You Can’t Do That on Stage Anymore Vol. 1 (Zappa, 1988)
- Broadway the Hard Way (Frank Zappa)
- You Can’t Do That on Stage Anymore Vol. 3 (Zappa, 1989)
- The Best Band You Never Heard in Your Life (Frank Zappa, 1991)
- Make a Jazz Noise Here (Frank Zappa, 1991)
- You Can’t Do That on Stage Anymore Vol. 4 (Zappa, 1991)
- You Can’t Do That on Stage Anymore Vol. 5 (Zappa, 1992)
- You Can’t Do That on Stage Anymore Vol. 6 (Zappa, 1992)
- Trance-Fusion (Zappa Records 2006)
- The Dub Room Special! (CD, Zappa Records, 2007)
- One Shot Deal (Zappa Records ZR 20006, 2008)

- The Dub Room Special! (DVD)
- The Torture Never Stops (DVD)

## Egyéb közreműködések
- Dweezil Zappa: Havin' A Bad Day (1986)
- Western Vacation: Western Vacation (1987)
- Dweezil Zappa: My Guitar Wants To Kill Your Mama (1988)
- Dweezil Zappa: Confessions (1991)
- Mike Keneally: Hat (1992)
- Waterboys – Dream Harder (Bass, Drums) 1993
- Z (Ahmet és Dweezil Zappa zenekara): Shampoo Horn (1993)
- Various Artists: Zappa’s Universe (1993)
- Dweezil Zappa: Automatic (2000)
- Various Artists: Zappanale 13 (2003)
- San Francisco Free Jazz Collective: November (2010)
- Zappa Plays Zappa: F. O. H. III – Out Of Obscurity (2012)

### magyarul
- Requiem egy nehézsúlyúért – interjú 1997-ből (magyarul)
- Megérte vagy sem? – interjú 2001-ből;
- Egy 2006-os interjú – részlet (magyarul)